# テレビユー福島
株式会社テレビユー福島（テレビユーふくしま、英: TV-U Fukushima, Inc.、略称: TUF）は、福島県を放送対象地域として、テレビジョン放送事業を行っている特定地上基幹放送事業者である。
データ放送を実施しており、番組表サービス「Gガイド」を配信している。

## 概説

### 放送局概要
TBSテレビをキー局とする、JNN系列に属しており、同系列のフルネット局である。コールサインは、JOKI-DTV。

### 事業所
本社・演奏所
- 福島県福島市西中央1丁目1

支社
- 郡山総支社：福島県郡山市神明町4-4
- 会津若松支社：福島県会津若松市大町1丁目10-14（薩摩屋ビル3階）
- いわき支社：福島県いわき市平字小太郎町2-7（いわきビル6階）
- 東京支社：東京都港区赤坂5丁目2-20（赤坂パークビル15階 JNN Park）
- 大阪支社：大阪府大阪市北区曽根崎新地1丁目1-49（梅田滋賀ビル9階）
- 仙台支社：宮城県仙台市青葉区国分町3丁目1-11（定禅寺通スクエアビル7階）

### 開局までの経緯
1983年（昭和58年）12月4日、福島県内で4局目（UHFでは3局目）の民放テレビ局として開局。
福島県では、1983年（昭和58年）3月31日まで福島テレビ（FTV）がニュースネットワークとしてJNNに単独加盟していた。しかし報道番組以外は、フジネットワーク（FNS）に加盟した上で、TBSテレビとフジテレビとのクロスネット編成をしていた。東京放送（TBSテレビ） としては既に福島テレビ含む全国25局のネットワークを形成していたため、新しいテレビ局を開局させることに対して当初消極的であった。しかし、福島県初の民放テレビ局（福島テレビ）開局に至るまで一本化調整が難航し、2度予備免許が失効する事態に陥ったため福島県と福島県議会が調整し、開局した経緯 から、県が大株主に入ったこと、1971年（昭和46年）に、福島テレビと福島中央テレビ（FCT）側で株式と役員の交換を行った結果、持株比率が県が50%、フジテレビが30%だったことに対して、本来のキー局であるTBSはわずか3%しか所有していなかったこと もあり、1977年（昭和52年）秋頃から福島県における新しいTBS系列局を開局させるための準備を進めた。TBSテレビ側が社内外極秘で無線局開設申請書を作成し、同年12月末には郵政省東北電波監理局に書類を提出した。1982年（昭和57年）9月10日 には、改めて福島県における4局目の新しいチャンネルの割り当てが行われ、12月20日に締切った段階で166社に及ぶ予備免許の申請があった。この申請社の中には、TBSテレビをはじめ、フジテレビ・テレビ朝日・ラジオ福島（RFC）・毎日新聞社などのグループが存在した。
さらに、1982年（昭和57年）11月下旬に、山西由之（TBS社長）・岡田宗治（福島テレビ社長）・松平勇雄（福島県知事）との会談の末、正式に4局目をJNN系列局にすることを決定。改めてTBSテレビは福島テレビ側に11月30日、TBS系列番組のネット中止を通告した。
その結果、1983年（昭和58年）3月31日に福島テレビがJNNを離脱し、翌4月1日からFNNに加盟したが、予備免許社の一本化調整が進まず開局の見通しが立っていなかったことから、全面的にTBS系列の番組からフジテレビ系列の番組に切り替えず、TBSテレビのネット番組は視聴者保護のため、JNNの報道番組を3月31日で打ち切った上で、報道以外のTBS系列の番組を、1983年（昭和58年）9月30日まで放送することとなった。

その後、5月11日に一本化調整が終了し、6月に会社が発足。急ピッチで本社・送信所・中継局の建設が行われるも、開局予定日の10月1日 には間に合わず、福島テレビがTBS系列番組を打ち切った1983年（昭和58年）10月1日から、実際にTBS系列の番組を流すテレビユー福島が試験放送を開始する前日の11月21日 まで、福島県では2か月間TBSテレビの番組が一部を除いて見られない事態となった。
開局時の社員には、TBS出向者が8名、TBS退職者が1名、福島テレビから5名、JNN系列局の岩手放送やJRN系列局のラジオ福島からそれぞれ1名採用した。このうちラジオ福島からは、アナウンサーとして佐藤資治が該当し、契約アナウンサーとして桑折久子も採用された。

JNN結成後に新規開局する後発フルネット局では、加盟に県域紙を手掛ける地元新聞社の後援が前提になるため、福島民報社とその親会社である毎日新聞社も出資しているが、TBS元社長の濱口浩三が開局を主導したという経緯もあって筆頭株主は一貫してTBSテレビであり、持分法適用関連会社の要件を満たしていた時代もあった。このためTBSは2005年（平成17年）、マスメディア集中排除原則による厳重注意処分を受け、直接保有部分を10%以下に抑えるべく、間接保有への切り替えや系列準キー局の毎日放送（MBS）へ一部株式を譲渡するなどの処理を行った。
東日本大震災（東北地方太平洋沖地震）の余波でアナログ放送終了が延期となったが、県内最後発ということもあってもともと厳しい経営状況に置かれていた事情から、アナログ放送は当初の終了予定日以降「デジ・アナ変換」に切り替えたほか、エリアが隣接するTBSが全面支援にあたっていた。

### 「テレビユー」の由来
当初の社名は、福島県3局目のテレビ局に『福島朝日放送』、4局目を『福島放送』とする予定であった。3局目割り当て時、TBSテレビ側が「4局目を『福島放送』とする」約束をテレビ朝日と交わしたが、郵政省から「『朝日』と入れるのは好ましくない」と指摘され、テレビ朝日側から『福島放送』を譲って欲しいとの申し入れがあり、結果『福島放送』（KFB）の社名で設立・開局することとなった。
そのため、新たな社名を選択するも、適当な社名が存在せず、結果、UHFやあなた（YOU）の意味から『テレビユー福島』（TUF） と社名が定まった。
この「テレビユー」の社名は、隣県で同じJNN系列の1989年（平成元年）開局のテレビユー山形（TUY）、1990年（平成2年）開局のテレビユー富山（TUT、現在はチューリップテレビ）に使用された。なお、社名・局名が『「テレビュー」』と誤植されるケースがあるが、正しくは『テレビ「ユー」』（TV-U）である。

### シンボルマークとイメージキャラクター

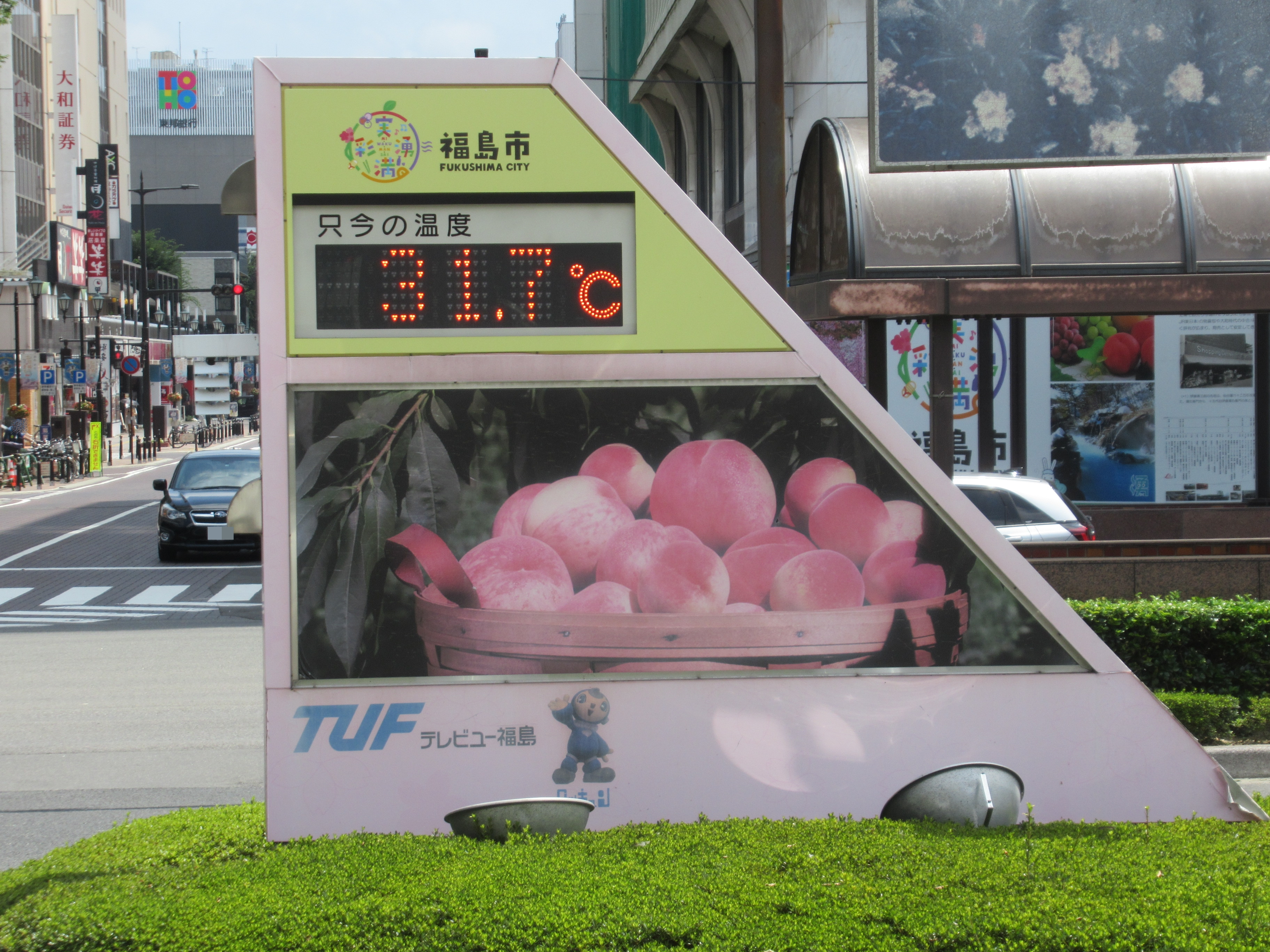
福島駅東口に設置されている気温計

開局前に、コーポレートアイデンティティ（CI）を電通に依頼し、TUFのロゴマークと○にｕの文字が入ったシンボルマークが同時に制定された。
しかし、シンボルマークについては、1991年（平成3年）12月に廃止。1992年（平成4年）まで使われた。
開局25周年を機に2007年（平成19年）12月にイメージキャラクターが発表。その後一般公募の結果、翌年の1月29日に「ロッキュン」という名前が正式に決定。これでNHK福島放送局含む全ての福島県域のテレビジョン放送局でイメージキャラクターが設定されたことになる。

## 資本構成
企業・団体の名称、個人の肩書は当時のもの。出典：

### 概要
認定放送持株会社に移行する前のTBSの時代には、最大で24.35%を保有し持分法適用関連会社の要件を満たしていた時代もあった。2005年（平成17年）、TBSはマスメディア集中排除原則による厳重注意処分を受けたことから、本体での株式保有比率を10%以下に抑えるべく5%分を毎日放送に、9.35%分をTBS企画に引き渡した。しかし、TBS企画はTBSHDの完全子会社であることから、これを間接保有分とみなせばTBSグループの株式保有比率は19.35%に達し、引き続き経営の主導権を握っていることになる。

### 2021年3月31日
| 資本金 | 発行済株式総数 | 株主数 |
| ------ | -------------- | ------ |
| 10億円 | 20,000株       | 41     |

| 株主                        | 株式数  | 比率   |
| --------------------------- | ------- | ------ |
| TBSホールディングス         | 2,300株 | 11.50% |
| 福島民報社                  | 2,000株 | 10.00% |
| TBS企画                     | 1,870株 | 09.35% |
| MBSメディアホールディングス | 1,000株 | 05.00% |
| 毎日新聞社                  | 1,000株 | 05.00% |
| 東邦銀行                    | 1,000株 | 05.00% |
| みずほ銀行                  | 0,800株 | 04.00% |
| 福島県農業協同組合中央会    | 0,800株 | 04.00% |
| 川和宣宏                    | 0,800株 | 04.00% |
| 菅波郁                      | 0,800株 | 04.00% |

## 沿革
- 1982年（昭和57年）9月10日 - 福島県に民放第4局の周波数割り当て。福島地区では166件の免許申請があった。
- 1983年（昭和58年）
  - 5月11日 - 一本化調整終了。発起人代表は神山文男[注釈 13][13]、翌12日に郵政省東北電波監理局へ免許申請[14]。
  - 5月20日 - 東北電波監理局、予備免許交付決定[13][27]。
  - 5月24日 - 設立発起人会開催[13][28]。
  - 5月25日 - 予備免許交付[13][29]。
  - 6月20日 - 設立。
  - 10月1日 - 当初の開局予定日[15][注釈 6][注釈 14]。ニュースネットワークのJNNに加盟[30]。
  - 11月22日 - JNN・TBS系列の一部番組を流す試験放送開始[16][31][注釈 15]。
  - 11月27日 - サービス放送開始。28日早朝から深夜までの全日放送開始[31]。
  - 12月4日 - 福島県4番目の民放テレビ局として7時に開局[注釈 16]。

全国の民放テレビ局で102局目、JNNで25局目。
  -     - 開局当初の中継局は会津若松、いわき平、水石、白河、塙、滝根、原町、富岡の8局[33]。
    - 7時から開局あいさつを放送し、7時5分から初めての番組である「知事と話そう僕らの明日」を放送した[34]。

  - 12月8日 - 『ザ・ベストテン』初正式放送。

生放送において、テレビユー福島開局当日の放送開始風景が全国へ紹介され、局舎前からの中継で小柳ルミ子が『お久しぶりね』を歌唱した。追っかけウーマンは桑折久子が担当した。
  - 12月10日 - 『8時だョ!全員集合』、テレビユー福島開局を記念し福島市市民会館から公開生放送。
- 2005年（平成17年）8月29日 - 地上デジタル放送対応の主調整室（マスター）に更新され運用開始（NEC製）。
- 2006年（平成18年）6月1日 - 地上デジタル放送開始。デジタル放送ではCM中を除き、「TUF」ロゴが16:9画面右隅上部に常時表示。
- 2008年（平成20年）1月29日 - マスコットキャラクターの名前が一般公募により「ロッキュン」に決定。デジタル6チャンネルの「ロク」と胸のハートマークの「胸キュン」から。
- 2011年（平成23年）7月24日 - 東日本大震災発生に伴いアナログ放送の終了を延期。同時にこの日から特定3県の他の民放と共に「デジ・アナ変換」に切り替え。
- 2012年（平成24年）3月31日 - その日をもってアナログ放送を終了。
- 2013年（平成25年）
  - 3月4日 - 開局30周年特番『キラリ☆ふくしまSP 池上彰の福島の叫び!聞かせてください』を放送[35]。
  - 9月7日・9月8日 - 開局30周年記念『TUFの日』として特番を放送し、郡山市でイベントを開催。
- 2019年（令和元年）7月1日 - 主調整室（マスター）設備を更新。メーカーもNEC製から東芝製に変更された。
- 2022年（令和4年）- 2023年（令和5年）の開局40周年を機に「With You TUF」のキャッチコピーを採用。
- 2023年（令和5年）- 開局40周年。

## ネットワークの移り変わり
- 1983年（昭和58年）12月4日 - 福島放送に次ぐ、福島県内では開局当初からの2番目のフルネット局として開局。同年6月20日の設立時点でTBS系列になることが決まっており、当初の予定では同年10月1日に開局して福島テレビから番組が移行されることになっていたが[12]、実際の開局日が当初の予定より遅れたため直接移行とならなかった[15]。ニュース系列の移行に至ってはさらに遅れて同年4月1日から8か月間を要した。この間TBS福島支局を設置して取材にあたっていた。また夜のJNN基幹ニュースについては、福島県内では開局と同時に新規ネット開始であった。
- 1984年（昭和59年）1月5日 - 『キユーピー3分クッキング』（中部日本放送（現・CBCテレビ）制作分）が福島テレビから移行され、これをもってTBS系全番組の完全移行が完了した[注釈 17]。

## スタジオ
- 第1スタジオ（77坪） - 主に『ワンステップ』・『ステップ』・『ふくしまSHOW』で使用。セットは常設されている。
- 第2スタジオ（ニューススタジオ、16坪）
  - 開局当初は、報道制作局内にも土日の定時ニュースや緊急時に使用するための顔出しブースがあった。
- 第3スタジオ（45坪） - 開局と同時にTBS映画社との共同出資により子会社のMTS社屋に設置。

## 情報カメラ設置ポイント
- 福島市（本社屋上） - HD対応
  - 夕方帯のニュースでは福島駅など市街地方面を映すことがあり、早朝などの天気予報やげっきんチェックでは福島市国体記念体育館と隣接する橋周辺を映すことがある。
- いわき市（三崎公園）HD対応
  - いわき市内への情報カメラ設置は県内民放初だった。
- 会津若松市（竹田綜合病院屋上）HD対応
- 福島空港
- 郡山市（郡山ビッグアイ屋上）HD対応

## アナウンサー
男性
- 1991年入社 水津邦治
- 1996年入社 奥秋直人
- 2003年入社 渡邊文嘉
- 2021年入社 井上和樹（2月入社）、浦部智弘

女性
- 2020年入社 佐藤玲奈
- 2022年入社 平岡沙理
- 2024年入社 佐々木夢夏（2月入社[36]、元三重テレビ）、鈴木夕里菜、末永万智（元NHK静岡放送局キャスター）

### 気象予報士
2024年4月以降は不在
- 2017年 大野治夫（ - 2021年）
- 2021年 寺本卓也（ - 2024年）

### 異動・退職

#### 男性
- 1983年
  - 佐藤資治（元ラジオ福島、後に取締役報道制作局長や関連会社社長を務め退職。退職後は福島学院大学短期大学部教授）
  - 長谷川晴彦（ - 1990年、新潟総合テレビ（NST）から移籍。1990年にNSTへ再移籍し、2019年退職。退職後はフリー）
- 1985年
  - 杉浦敦（ - 2021年、元新潟放送アナウンサー・杉浦健の実弟）
- 1989年
  - 中村幹男（元静岡エフエム放送、ラジオ福島）
- 1992年
  - 皆藤慎太郎（ - 1996年、退職後はフリー）
- 1993年
  - 長谷川正
- 2014年
  - 西川賢（ - 2018年1月、MCミューズ所属、イリリアント代表取締役）
- 2015年
  - 杉浦祐治（10月 - 2022年3月）
- 2018年
  - 高橋広季
- 唐橋邦明

#### 女性
- 1983年 
  - 斎藤圭子（ - 1986年）
  - 吉野恵（ - 1987年）
  - 桑折久子（ - 1988年、嘱託アナウンサー、元ラジオ福島）
- 1985年 
  - 澤田佳美（ - 1990年）
- 1987年 
  - 佐藤千春（ - 1990年）
- 1988年 
  - 林久美子（ - 1992年）
- 1989年
  - 丹治智子
  - 森島光恵（ - 1992年）
- 1990年6月
  - 富田範子
- 1991年 
  - 渡邊えみ
  - 長瀬佳美（ - 1996年、→ アメリカ留学 → テレビ神奈川（TVKテレビ）契約 → ジョイスタッフ所属）
- 1992年
  - 佐藤美奈子
  - 丸山有希子
  - 外岡いつ美（ - 1998年、→ 現姓・安田、福島コミュニティ放送パーソナリティ）
- 1993年
  - 郷美貴子
- 1994年
  - 大橋直美
- 1995年
  - 杉本栄美（ - 2000年、→ 北陸朝日放送（HAB） → 退職）
- 1996年
  - 畠淳子
- 1998年
  - 中野知美（ - 2003年3月、クリエイティブ・メディア・エージェンシー（ → キャスト・プラス）所属、TBSニュースバードキャスター → テレビ埼玉派遣契約 → WOWOW派遣契約）
- 1999年
  - 太田みどり（ - 2004年）
  - 唐橋ユミ（ - 2004年、→ 三桂所属）
- 2001年
  - 柳沼愛子（ - 2008年3月、→ フリー）
- 2003年 
  - 佐藤明日香（ - 2006年、→ 信越放送（SBC）契約 → フリー）
- 2004年
  - 保田有希（ - 2005年）
  - 茂木亜希子（ - 2005年、元NHK長野放送局契約アナウンサー → 当局 → フリー）
- 2005年
  - 藁谷麻美（ - 2006年3月、元声優 → 当局 → テレビ大阪契約 → 有限会社 ワイワイワイ所属 → フリー）
  - 永井淑子（ - 2006年12月、→ 茨城放送契約 → フリー）
- 2006年
  - 北條愁子（ - 2008年7月、元テレビ金沢 → 当局 → 圭三プロダクション所属）
  - 山田幸美（ - 2009年3月、広島ホームテレビ → フットメディア → ニチエンプロダクション所属）
  - 小野美希（ - 2020年、元NHK和歌山放送局契約アナウンサー → 当局 → フリー（セント・フォースと業務提携）、フリー後も2022年5月まで『Nスタふくしま』のキャスターを継続出演）
- 2007年 
  - 上條麻里奈（ - 2012年3月、→ 圭三プロダクション → フリー）
- 2008年
  - 児玉理恵（ - 2013年3月、→ フリー → ノット・コミュニケーションズ所属、フリー後も2013年9月まで『TUF NEWS LIVE スイッチ!』のキャスターを継続出演）
  - 渡辺奈菜（12月 - 2013年11月、→ フリー）
- 2009年
  - 武田のぞみ（6月 - 2011年3月、元NHK仙台放送局キャスター）
- 2012年
  - 安齋敦子（ - 2016年3月、元NHK山形放送局キャスター）
- 2013年
  - 梅田澪理（ - 2016年3月）
  - 藤原梨香（10月 - 2017年4月）
- 2015年 
  - 中嶋絵美（10月 - 2019年9月、元CBCラジオリポーター → 当局 → フリー → キャスト・プラス所属）
- 2016年
  - 釜井美由紀（ - 2019年3月、→ キャスト・プラス所属）
- 2017年
  - 東優花（ - 2017年12月）
  - 田中沙朋（ - 2021年9月）
- 2018年 
  - 出口朋香（ - 2021年5月、元NHK前橋放送局キャスター 当局 → テレビ埼玉アナウンサー）
- 2019年
  - 小湊愛巳（ - 2024年、→ 異動）
  - 柗井綾乃（ - 2024年3月、元テレビ北海道報道記者 → 元NHK大分放送局キャスター 当局 → フリー）
  - 安部遼（11月入社 - 2025年3月）[37]、元NHK旭川放送局キャスター）
- 2022年
  - 熊崎結萌（ - 2023年9月、→ テレビ静岡アナウンサー）

## 主な番組

### 現在

#### 自社制作番組
報道・情報番組
- ONEステップ（月曜 - 金曜 15:40 - 15:49）
- ステップ（月曜 - 金曜 18:15 - 19:00）[38][39]
- ふくしまSHOW（水曜 19:00 - 19:54）
- TUFお天気情報[注釈 18]

特別番組
- 県高校駅伝（毎年11月上旬頃）
- ふくしま駅伝（毎年11月中旬の日曜）[注釈 19][注釈 20]
- あづま荒川クロスカントリー大会（毎年12月下旬頃 時刻不定）
- オープントーナメント東北空手道選手権大会（毎年12月下旬頃）

その他
- ラブリーTUF（番宣）
- こども音楽コンクール（開催時期の月曜 - 金曜 5:15 - 5:25）
- DO!エイト・ユアセルフ（日曜 9:54 - 10:00）- ダイユーエイト提供・制作。
- Challenger〜走り続ける人〜（毎月第2土曜 9:25 - 9:30）
- いわき市からのお知らせ（毎月第4土曜 9:25 - 9:30）
- お天気カレンダー（土曜 18:50 - 18:55）
- ウィークリー県政ニュース（土曜 18:55 - 19:00）
- JAグループ福島トピックス〜見て!知って!!JA（第1・第3日曜 12:54 - 13:00）
- 創生と進化へ“ふくしま県議会リポート”（福島県議会定例会の開催時に放送、放送時刻などは不定）

#### TBS系列の遅れネット番組
- 週刊さんまとマツコ（月曜 23:56 - 翌0:26）
- ジンギス談（火曜 0:26 - 0:55（月曜深夜）、北海道放送制作）[40]
- かまいたちの知らんけど（火曜 23:56 - 翌0:55、毎日放送制作）
- あれみた?（水曜 23:56 - 翌0:55、毎日放送制作）
- ふわり愛（木曜 1:58 - 2:28（水曜深夜）、山陰放送制作）
- サンドのぼんやり〜ぬTV（土曜 15:30 - 16:00、東北放送制作）
- ヒロシのぼっちキャンプ（日曜 0:28 - 0:58（土曜深夜）、BS-TBS制作）
- ドキュメンタリー「解放区」（月曜 1:25 - 2:25（日曜深夜・隔週））
- 東大王（不定期放送）[注釈 21]
  - 「世界くらべてみたら」「ワールド極限ミステリー」は基本的に同時ネットだが、19時からの拡大スペシャルの場合、「ふくしまSHOW」を優先して後日の遅れネットとなることがある。

#### テレビ東京系列番組
- SAKAMOTO DAYS（金曜 0:59 - 1:28（木曜深夜））
- 没落予定の貴族だけど、暇だったから魔法を極めてみた（土曜 1:23 - 1:53（金曜深夜））
- 世界!ニッポン行きたい人応援団（土曜 12:10 - 13:05）
- ありえへん∞世界（土曜 13:05 - 14:00）
- ウルトラマンアーク（日曜 0:58 - 1:28（土曜深夜））
- 土曜スペシャル（不定期放送）

#### その他の番組
- B.B.レアリティ（日曜 1:28 - 1:58（土曜深夜）、日音制作）

### 過去に放送された番組

#### 自主制作番組
夕方帯ニュース番組
- ワイドユー福島（1983年12月 - 1990年3月）
- ニュースの森ふくしま（1990年4月 - 2005年3月）
- イブニング・シックス（2005年4月 - 2009年3月）
- THE NEWS-f（2009年3月30日 - 2010年3月26日）
- TUF NEWS LIVE スイッチ!（2010年3月29日 - 2016年9月30日）
- Nスタふくしま（2016年10月3日 - 2024年3月29日）

夕方ニュース深夜帯ダイジェスト番組
- ニュースの森ふくしまダイジェスト
- スイッチ!オン
- Nスタふくしまダイジェスト（ - 2023年3月31日）

昼前情報番組
- マル得ふくしま生放送（1994年4月 - 1998年3月） 
  - マル得ふくしま（1998年4月 - 1999年9月）
  - まるとく（1999年10月 - 2006年3月）
- グーテン（2006年4月 - 2011年9月）
- はぴスタ（2011年10月 - 2015年3月）
- げっきんチェック（2015年3月 - 2021年3月）
  - 土曜日も!げっきんチェック
  - げっきんS（2021年3月29日 - 2022年3月31日）
  - げっきんチェックMOVIE（TUF映画情報を改題）
- なんでかんで見っせ!

報道・情報
- TUFニュース（単体枠としては放送終了）
- 春日井哲吾のお天気診断・畑清人のお天気診断・吉田英夫のお天気診断（ - 1988年9月）
  - 福島地方気象台OBが伝える天気予報。
- 街角からこんにちは（1984年6月4日 - 1991年9月27日）
- 金曜日はFLYデイ（1984年10月12日 - 1985年3月29日）
  - 金曜23時35分から放送していた若者向け情報番組。
- ウィークエンド・ユー（1984年10月13日 - 1987年3月28日）
- カメラでおはよう ウエザーアイ（1989年10月16日 - 1992年3月28日）
  - 土曜7時（1989年11月から15分から30分に拡大）。8時の空と似た、小名浜・会津若松など県内各地のお天気カメラを利用した天気情報番組。
- 鈴木元気の遊悠ふくしま（1992年4月4日 - 1993年3月27日）
  - 土曜17時から54分の生放送情報番組。
- 学校が好き!（ - 2005年3月）
- 突然!ど〜も!!
- ちゃんろく。（2021年3月29日 - 2022年12月23日）
  - ちゃんろく。ダイジェスト
  - ちゃんろく。シネマ
- ＃福の空（2024年1月7日 - 2024年3月29日）
  - 『ちゃんろく。』終了に伴い天気予報と新商品情報を月曜 - 金曜 15時40分から放送。
- WITH!（2023年4月8日 - 2024年3月30日）
  - 土曜16時から1時間30分の生情報番組。当局初の1時間を超えるレギュラー番組だった。

音楽
- TUFサウンドピーチ
- パロパロ
  - VJパロパロ
  - MUSIC BARパロパロ
  - パロパロmini（東日本大震災の影響により途中打ち切り）
  - パロパロ（復活版）
- お天気ポップス（放送終了前番組）
  - うた天
  - MVP（THE MUSIC VIDEO PROGRAM）
- あさイチ歌謡館
- SOUND and FRIEND
- 宇宙人ノア

バラエティー
- 福島発そこが知りたい（不定期）
- ぐるっと福島見聞録
- ぐるっと福島美味紀行
- 熱血バトルふくしまトライやる!
- キラリ☆ふくしま
- なすびの目八丁耳八丁（2005年4月 - 2007年3月）
  - なすびが行く 人情編（2007年4月 - 2009年3月）
  - もったいないなすびのエコひいき!（2009年4月 - 2010年3月）
  - 『ウルトラマンメビウス』のネットを見送ったのは、この番組の枠移動とテレビユー福島がバンダイのスポンサードネット対象外となったことが影響したため。円谷英二が福島県出身であり地元での放送開始要望が強かったことから同番組については夏休み・冬休みに第26話まで集中放送を行った。なお、2007年1月27日から土曜 6時00分 - 6時30分の枠で第27話以降を放送した。

ドキュメンタリー
- ふくしま人物ものがたり
- ふくしま探訪
- TVアイふくしま

スポーツ
- Uラブマリーゼ
  - TEPCOマリーゼを応援するミニ番組。
- 福島競馬レース展望

県政・行政関係
- ウィークリーうつくしま（県政ミニ番組）
- 水・緑 郡山きらめき21
- 心をひとつに〜福島県議会 → 復興元年〜福島県議会 → 未来へつなげ!うつくしま 県議会ふくしま → 復興加速へ!県議会ふくしま → 未来を拓く!県議会ふくしま → 県議会リポート“新生ふくしま”への道 → 熱中!県議会〜“新生ふくしま”の実現を目指して〜 → 福島の未来を切り拓く“県議会リポート”
- シルミルいわき（不定期）
- ウィークリー 県政ナビ
- あいづわかまつ情報チャンネル
- 郡山市週間トピックス（ - 2023年3月31日）
- 明日へ ふるさといわき〜力強い復興と再生に向けて〜

その他
- E!気分
  - ※東日本大震災（東北地方太平洋沖地震）および福島第一原子力発電所事故の影響により途中打ち切り
- キッチン!のそうなんだ浜通り → 浜通りウォッチング はまッチ!※東日本大震災の影響により途中打ち切り[注釈 22]
- TUFショッピング 杉浦屋商店〜いいモノ発見TV!（通販番組）
- スーパー家庭教師高校入試スーパー勉強法
- 笑顔をみせて!〜一歩ずつ、東北〜
- 塾でスーパー家庭教師のKATEKYO学院
- 10アクションリポート
- 郡山健康科学専門学校の家庭でできる簡単健康レシピ
- 希望プロジェクト
- 医療・福祉への道〜スペシャリストを訪ねて〜
- 青春応援“米ディアン”行く!部活やろうゼ!! → 青春応援“米ディアン”行く!部活やろうゼ!!SEASON2 → JA全農福島プレゼンツ 青春応援!部活やろうゼ!!
- Work for smile〜笑顔発見!人を支える仕事図鑑〜 → Work for Future〜未来発見!人を支える仕事図鑑〜
- 青春応援!!部活やろうゼ!!
- なすびのなすがまま
- じょうほうチェック

#### JNN系列局制作の遅れネット番組
- 行け!稲中卓球部
- 逮捕しちゃうぞ[注釈 23]
- B'T-X
- 豪快!御影屋（毎日放送制作）
- フォーチュン・クエストL（毎日放送制作）
- 魔術士オーフェン → 魔術士オーフェン Revenge
- サクラ大戦TV
- RAVE
- LIVE STOCK（東北放送制作）
- GetBackers-奪還屋-
- 銀河鉄道物語 〜永遠への分岐点〜（中部日本放送制作）[注釈 24]
- いのちの響
- 世界の結婚式
- イシバシ・レシピ
- R30
- 所萬遊記
- ジャイケルマクソン（毎日放送制作）
- コードギアス 反逆のルルーシュ（毎日放送制作）
- むちゃぶり!
- 神さまぁ〜ず → さまぁ〜ず式 → マルさまぁ〜ず（ホリさまぁ〜ずは未放送）
- マクロスF
- けいおん!! → けいおん![注釈 25]
- 深夜食堂 → 深夜食堂2 → 深夜食堂3（毎日放送制作）
- BUNGO -日本文学シネマ-
- 荒川アンダー ザ ブリッジ（テレビドラマ版）
- 土俵ガール!（毎日放送制作）
- クローン ベイビー
- 闇金ウシジマくん → 闇金ウシジマくん Season2 → 闇金ウシジマくん Season3
- ミッションV6
- 桜蘭高校ホスト部 - テレビドラマ版
- 有田とマツコと男と女
- さまぁ〜ずのヤリタ☆ガ〜リ〜
- スープカレー（北海道放送・TBS制作）
- コドモ警察（毎日放送制作）
- クイズ!イチガン
- ドラゴン青年団（毎日放送制作）
- 男のヘンサーチ!!
- 花のズボラ飯（毎日放送制作）
- ハッピーエンド
- KAT-TUNの世界一ダメな夜!
- ムッシュ!（中部日本放送制作）
- シェフのそばで。
- 内村とザワつく夜[注釈 26]
- 天魔さんがゆく
- 悪霊病棟（毎日放送制作）
- タンクトップファイター（毎日放送制作）
- 女子アナの罰
- 有田のヤラシイハナシ（不定期）
- 鶴瓶のスジナシ!（CBCテレビ制作）
- えがおの音〜ふくしまの、おいしい笑顔
- 女くどき飯（毎日放送制作）
- ノブナガ → 野望応援バラエティ ノブナガ（CBCテレビ制作）
- REPLAY & DESTROY（毎日放送制作）
- 監獄学園-プリズンスクール-（毎日放送制作）
- ハイキュー!! セカンドシーズン → ハイキュー!! 烏野高校 VS 白鳥沢学園高校（毎日放送・他 制作）[注釈 27]
- 黒子のバスケ（毎日放送・他 制作） - UHFアニメ[注釈 28]。
- ディアスポリス 異邦警察（毎日放送制作）
- 彼岸島 Love is over（毎日放送制作）
- アリよりのアリ〜理想の男女をビジュアル化〜（不定期）
- 咲-Saki- → 咲-Saki- 阿知賀編 episode of side-A（毎日放送制作）
- ホクサイと飯さえあれば（毎日放送制作）
- ファイナルファンタジーXIV 光のお父さん（毎日放送制作）
- マジで航海してます。 → マジで航海してます。〜Second Season〜（毎日放送制作）
- わにとかげぎす
- 伊藤くん A to E（毎日放送制作）
- 恋する香港（毎日放送制作）
- GO!GO!ニンじゃぽん → GO!GO!ニンじゃぽん シーズン2（大分放送・他 制作）
- 目玉焼きの黄身 いつつぶす?（毎日放送制作）
- 恋んトス[注釈 29]
- タビフク。
- やれたかも委員会（毎日放送制作）
- 覚悟はいいかそこの女子。（毎日放送制作）
- ルームロンダリング（毎日放送制作）
- この恋はツミなのか!?（毎日放送制作）
- 新しい王様 Season2[注釈 30]
- ゆうべはお楽しみでしたね（毎日放送制作）
- ゴロウ・デラックス
- カカフカカ（毎日放送制作）
- 本能Z（CBCテレビ制作）
- アメージパング!
- CROSS LINE〜アスリート×東北 みらいを創る〜
- KAT-TUNの世界一タメになる旅!+
- ボイメンの試験に出ない英単語
- プラチナエンド
- 阿波連さんははかれない（毎日放送幹事）
- 東京リベンジャーズ（毎日放送・AT-X制作[注釈 31]）
- マイホームヒーロー（毎日放送制作）

#### JNN系列局制作の途中打ち切り
- 皇室アルバム（毎日放送制作）
- 薬師寺保栄のドリームカー倶楽部（中部日本放送制作、 - 2009年8月28日）
- 第二アサ秘ジャーナル（ - 2010年3月）
- ざっくりマンデー!! （ - 2010年3月）
- バース・デイ（ - 2011年4月）[注釈 32]
- 地名しりとり伝説（中部日本放送制作、 - 2012年9月）[注釈 33]
- おかわり!ごはんリレー（中部日本放送制作、 - 2014年7月）
- 痛快!明石家電視台（毎日放送制作、 - 2017年9月）[注釈 34]
- 有吉ジャポンII ジロジロ有吉（ - 2023年3月）
- よるのブランチ（ - 2024年9月）

#### 東北＋新潟のJNN系列ブロックネット
- ふしぎのトビラ（東北・新潟JNN系列局で放送、東日本大震災の影響により途中打ち切り）

#### テレビ東京系列番組
- クイズところ変れば!?
- 釣り・ロマンを求めて（一時期のみ）
- 優しいだけがオトコじゃない（1995年に放送）
- 徳光のTVコロンブス（一時期のみ）
- ハローキティとバッドばつ丸（一時期のみ）
- 徳光和夫の情報スピリッツ
- ASAYAN
- 新世紀エヴァンゲリオン（1997年4月1日 - 9月30日）
- スレイヤーズTRY
- セイバーマリオネットJ to X
- 機動戦艦ナデシコ
- 音楽空間アンモナイト
- 吸血姫美夕
- たけしの誰でもピカソ
- 万能文化猫娘
- ロスト・ユニバース
- 時空探偵ゲンシクン
- 彼氏彼女の事情
- それゆけ!宇宙戦艦ヤマモト・ヨーコ
- 宇宙海賊ミトの大冒険 → 宇宙海賊ミトの大冒険2人の女王様
- イソップワールド（後に福島放送でも放送）
- KAIKANフレーズ
- 幻想魔伝 最遊記 → 最遊記RELOAD
- 仙界伝 封神演義
- 無限のリヴァイアス
- ブギーポップは笑わない Boogiepop Phantom
- 遊☆戯☆王デュエルモンスターズ（ - 2006年1月）
- ラブひな
- 少女日記 → 新・美少女日記
- 美少女教育 → 美少女教育II
- カヴァーしようよ!
- 給与明細
- あっぱれ!日本一
- 田舎に泊まろう!
- すっから母さん
- えぐら開運堂
- 元祖!でぶや
- Get Ride! アムドライバー
- クエス・ファイブ
- 芸能人専用タクシー し〜たく
- ゾイドジェネシス
- ロンブーの怪傑!トリックスター（土日の午後に不定期放送）
- 怒りオヤジ3
- ガレッジ ワザーランド
- エンジョイガレッジ（途中打ち切り）
- ぷるるんっ!しずくちゃん（第1シーズンのみ）
- おもてなし音楽バラエティ むちゃ∞ブリ!
- キューティーハニー THE LIVE
- 週刊真木よう子
- アリケン → アリなし〜アリケン★ゴールデンスタジアム〜
- ゴルゴ13
- オニ発注
- 新説!?日本ミステリー → 決着!歴史ミステリー
- GO!GO!アッキーナ
- おねだり!!マスカット → ちょいとマスカット! → おねだりマスカットDX! → おねだりマスカットSP! → マスカットナイト → マスカットナイト・フィーバー!!! → 恵比寿マスカッツ横丁!
- 空から日本を見てみよう
- 森村誠一 謎の奥の細道をたどる（BSジャパン制作）
- ハケンOLは見た!
- キレイの台所
- 爆笑問題の大変よくできました!
- ジョージ・ポットマンの平成史
- ウレロ☆未確認少女 → ウレロ☆未完成少女 → ウレロ☆未体験少女 → ウレロ☆無限大少女
- ケロロ軍曹 → ケロロ軍曹乙
- さばドル
- 〜どうぶつ冒険バラエティ〜ワンダ!
- 週刊AKB
- 極嬢ヂカラ→極嬢ヂカラPremium
- ウルトラシリーズ
  - ウルトラマン列伝→新ウルトラマン列伝→ウルトラマンオーブ→ウルトラマンゼロ THE CHRONICLE→ウルトラマンジード→ウルトラマンオーブ THE CHRONICLE→ウルトラマンR/B→ウルトラマン ニュージェネレーションクロニクル→ウルトラマンタイガ→ウルトラマン クロニクル ZERO&GEED→ウルトラマンZ→ウルトラマン クロニクルZ→ウルトラマントリガー→ウルトラマン クロニクルD→ウルトラマンデッカー→ウルトラマン ニュージェネレーション スターズ第1期→ウルトラマンブレーザー→ウルトラマンニュージェネレーション第2期
- ペット大行進! ど〜ぶつくん
- 海外行くならこーでね〜と!
- たべるダケ
- きらきらアフロTM（途中打ち切り）[注釈 35]
- ノーコン・キッド 〜ぼくらのゲーム史〜
- ヴァンパイア・ヘヴン
- 新婚さんに「結婚を決めた一言」聞いてみた
- “充電させてもらえませんか?”〜ちょいと電動スクーターでガチ40キロ刻み旅[注釈 36]
- おしかけスピリチュアル
- 甲殻不動戦記 ロボサン
- LOVE理論
- ざっくりハイタッチ
- コレ考えた人、天才じゃね!? 〜今すぐ役立つ生活の知恵、集めました〜（不定期）
- SICKS〜みんながみんな、何かの病気〜
- その「おこだわり」、私にもくれよ!!
- 名曲!にっぽんの歌[注釈 37]
- こえ恋
- 主治医が見つかる診療所（途中打ち切り）
- 〜突撃!はじめましてバラエティ〜イチゲンさん → イチゲンさん“おはつ”できますか?
- 中国世界遺産ものがたり -悠久の旅人たち-（テレビ大阪制作）（途中打ち切り）
- 銀と金
- 和風総本家 → 二代目 和風総本家（テレビ大阪制作）
- 厳選!いい宿
- おしゃべりオジサンとヤバい女
- グッド・バイ（テレビ大阪制作）
- おばあちゃんの台所（テレビせとうち制作、途中打ち切り）
- 太川蛭子の旅バラ
- 二軒目どうする?〜ツマミのハナシ〜
- 昼めし旅 〜あなたのご飯見せてください!〜
- 来世ではちゃんとします
- アイカツプラネット![注釈 38]
- チマタの噺（途中打ち切り）
- 超かわいい映像連発!どうぶつピース!!
- ビッ友×戦士 キラメキパワーズ![注釈 39]
- チェンソーマン
- とんでもスキルで異世界放浪メシ
- 地獄楽
- キャラ@声部（テレビ愛知制作）
- おかしな転生
- B-PROJECT〜熱烈*ラブコール〜
- SPY×FAMILY
- 30歳まで童貞だと魔法使いになれるらしい（アニメ版）[41]
- 出来損ないと呼ばれた元英雄は、実家から追放されたので好き勝手に生きることにした
- 怪獣8号
- 異世界ゆるり紀行 〜子育てしながら冒険者します〜
- 精霊幻想記2（第1期は県内未放送）
- 夏目友人帳 漆（それ以前のシーズンは県内未放送）

#### その他（独立局系など）
- LAP cafe
- Music F（TOKYO MX制作）
- プレコシTV!!（キッズステーション制作）
- BOOMs → メッチャE!
- ID（日音制作）
- にっぽん駅弁紀行
- 阿川佐和子の世界遺産紀行
- アニマルこども天国（オスカ企画制作）
- ケータイ刑事 銭形シリーズ
- デジガールPOP!（途中打ち切り）
- CD NEWS → MU-GEN → MUSIC FOCUS → MUSIC LAUNCHER（千葉テレビ制作）
- 19borders
- フードジャーナル21
- シェフからの招待状（不定期放送）
- 万田TV
- How to モンキーベイビー!（2010年9月6日に打ち切り）
- バナナ炎炎
- なすびのギモン パート4（環境省企画）
- ごはんかいじゅうパップ（スポットランダム放送）[注釈 40]
- 小河ドラマ 龍馬がくる（時代劇専門チャンネル/関西テレビ制作）
- ほぼ日の怪談。
- 内村さまぁ〜ず
- 白黒アンジャッシュ（チバテレ制作）
- 転生したらスライムだった件シリーズ（第2期のみ。第1期・第3期は福島中央テレビで放送[注釈 41]、BS11制作）
- Music B.B. (日音制作)[注釈 42]
- ダンジョン飯
- 【推しの子】 （第2期のみ）
- 逃げ上手の若君
- 時々ボソッとロシア語でデレる隣のアーリャさん
- 歴史に残る悪女になるぞ

## 開局2か月前まで福島テレビで放送されていたTBS系列の番組
※ 殆どの番組は福島テレビがフジ系単一系列になってからテレビユー福島開局までの2か月間、福島県内では非放映であった。一社提供番組・ドラマ・一部アニメに関しては開局直前まで福島テレビで放映を続けた。
- 朝のホットライン
- スーパーダイスQ
- 悪友親友
- 花王 愛の劇場
- ポーラテレビ小説
- 妻そして女シリーズ（毎日放送制作）
- CBC制作昼の連続ドラマ（中部日本放送制作）
- クイズ100人に聞きました
- ブラザーファミリーアワー・クイズ天国と地獄
- ナショナル劇場
- 東芝日曜劇場
- ミームいろいろ夢の旅
- ザ・チャンス!
- ぴったし カン・カン
- 木曜8時枠ドラマ（胸さわぐ苺たちの途中から。福島テレビでは日曜9時から放送されていた。）
- ザ・ベストテン
- キッチンパトロール
- 奥さま広場
- 美を求めて
- クイズダービー
- 8時だョ!全員集合
- 時事放談
- 兼高かおる世界の旅
- 超時空世紀オーガス（毎日放送制作、1986年に福島県では未放映となった6話分を含めて再放送された）
- アップダウンクイズ（毎日放送制作）
- キユーピー3分クッキング（CBC制作版）（1984年1月 - ）ほか

## 福島県で初放送されたTBS系列の番組
- JNNおはようニュース&スポーツ（テレビユー福島初のネット番組、当初は試験放送扱い）
- JNNフラッシュニュース（20時55分【後の20時54分】のニュース枠、これのみ現在も放送中）
- JNNニュースデスク
- JNNスポーツデスク - 初回冒頭に「本日から福島県の皆さんにもご覧いただけることになりました」と挨拶が入った。
- 月曜ロードショー
- 3時にあいましょう
- すばらしき仲間（中部日本放送制作） - 開局日の1983年12月4日放送からは土湯温泉で収録され、根津甚八、小林薫、篠原勝之、長友啓典の4人が出演した[42]。
- 世界まるごとHOWマッチ（毎日放送制作）
- わくわく動物ランド
- スチュワーデス物語
- イーグルサム
- 噂のポテトボーイ
- 銀河漂流バイファム（毎日放送制作）
- 青が散る
- プラレス3四郎

## 東日本大震災による番組編成
- 2011年（平成23年）3月11日 東日本大震災（東北地方太平洋沖地震）発生。地震や浜通り地方を中心に甚大な津波被害に加え、津波による福島第一原子力発電所事故も発生したため、この日以降予定を変更して震災報道に終始。

東日本大震災発生時の本社内の映像や県内各地の映像は、震災発生時の資料映像として、たびたびTBSをはじめJNNの各局にて使用されている。

## チャンネル

### デジタル放送
リモコンキーID:6
中通り

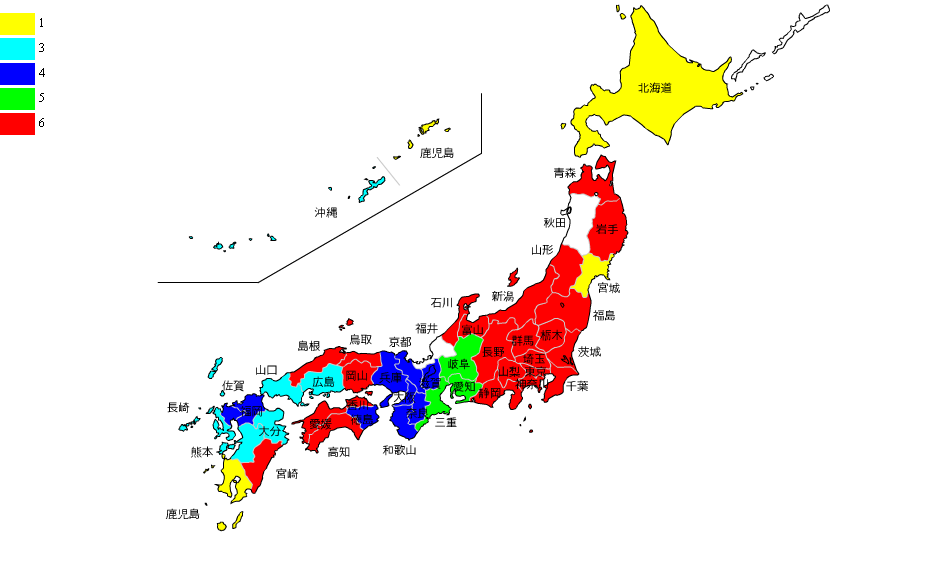
JNN系列のリモコンキーID地図

- 福島・郡山 26ch 3 kW ＜親局＞
- 白河 20ch 10W
- 月舘 20ch 1W
- 川俣 20ch 0.3W
- 磐梯熱海 51ch 0.3W
- 高玉 20ch 0.3W
- 郡山田村 20ch 0.3W
- 須賀川長沼 20ch 0.3W
- 天栄 20ch 0.3W
- 白河表郷 20ch 0.3W
- 田村船引 20ch 1W
- 田村滝根 44ch 3W（垂直偏波）
- 三春 46ch 0.3W
- 石川 24ch 1W
- 西古殿 20ch 1W
- 平田蓬田 20ch 0.3W
- 塙 20ch 3W
- 東塙 24ch 1W
- 棚倉富岡 20ch 0.3W

会津地方
- 会津若松 20ch 500W
- 田島 26ch 10W
- 東裏磐梯 24ch 0.1W
- 柳津三島 26ch 3W
- 東金山 24ch 3W
- 昭和 24ch 0.3W
- 只見 47ch 2W
- 東只見 20ch 3W
- 南会津荒海 23ch 1W
- 南会津南郷 23ch 1W

浜通り
- いわき 26ch 20W
- いわき平 24ch 3W
- 原町26ch 10W
- 飯舘 20ch 2W
- 富岡 20ch 10W
- 双葉川内 20ch 1W

### アナログ放送
2012年3月31日終了
中通り
- 福島・郡山（笹森山） 31ch 30 kW（親局）
- 福島信夫 37ch
- 土湯 51ch
- 渡利 52ch
- 月舘 55ch
- 北川俣 38ch
- 川俣 45ch
- 南川俣 50ch
- 二本松 59ch
- 磐梯熱海 23ch
- 郡山河内 52ch（垂直偏波）
- 郡山田村 43ch
- 三春 48ch
- 船引 45ch（垂直偏波）
- 滝根 23ch
- 長沼 52ch
- 大里 39ch
- 大栄 61ch
- 白河 44ch
- 西郷谷地中 51ch（垂直偏波）
- 泉崎太田川 50ch
- 塙 28ch
- 石川 45ch
- 古殿松川 62ch
- 古殿 27ch
- 西古殿 61ch
- 矢祭 59ch
- 棚倉富岡 47ch
- 犬神 37ch
- 西郷長坂 36ch
- 東和針道 48ch
- 西郷虫笠 37ch
- 福島大波 52ch
- 保原富沢 50ch
- 蓬田 24ch

会津地方
- 会津若松 47ch
- 西会津 61ch
- 西会津津奥川 50ch
- 裏磐梯 50ch
- 東裏磐梯 62ch
- 柳津三島 60ch
- 会津東山 61ch
- 東金山 35ch
- 金山 61ch
- 西金山 61ch
- 只見 38ch
- 東只見 59ch
- 東昭和 60ch
- 昭和 36ch
- 南郷 48ch
- 伊南 60ch
- 南伊南 47ch
- 荒海 62ch
- 田島 39ch
- 舘岩 51ch

浜通り
- いわき 32ch
- いわき四ツ波 37ch
- いわき湯本 52ch
- 原町 50ch
- 川内 54ch
- 富岡 30ch
- 水石 62ch
- 飯舘 38ch
- 飯舘関沢 51ch
- 飯舘向押 52ch
- 蕨平 37ch

## 関連会社
- MTS&プランニング
- 下記の2社が2011年（平成23年）4月に合併し発足した
  - TUFプランニング（番組・CM制作、TUFマイホームステージふくしま運営、ビデオソフト販売、イベント企画・運営、保険代理業、電気通信サービス代理業）
  - MTS（番組・CM制作、放送機器輸入販売、コミュニティ放送・イベント放送・臨時災害放送の開設コンサルタント）
- EAMS Robotics
  - 2016年（平成28年）4月にMTS&プランニングのドローン事業を分離し、「エンルートM’s」として発足[43]。2018年3月、「EAMS Robotics」に商号変更[44]。

### TUFマイホームステージふくしま
- テレビユー福島では福島テレビと同様に、住宅展示場「TUFマイホームステージふくしま」を社屋の隣に関連会社が運営している。かつては郡山市若葉町に「TUFハウジングステーション郡山」があった（閉鎖後、更地に管理棟が残った状態が続いたが、同敷地に2010年（平成22年）9月にしまむらが開店した）。
  - 長年にわたり、スポットCM枠を中心にTUFマイホームステージふくしまの住宅物件を紹介しながら、最後にサウンドロゴがかかるCMが流されている。CMは2010年（平成22年）7月までは全てSD映像であったが、全てHD映像に切り替わった。